# 埃杰顿·马库斯
埃杰顿·马库斯（英語：Egerton Marcus，1965年2月2日—），加拿大男子拳击运动员。他曾代表加拿大参加1988年夏季奥林匹克运动会拳击比赛，获得一枚银牌。他也曾参加1986年英联邦运动会。